# Edmund Hugo Stinnes 4
Die Edmund Hugo Stinnes 4 war ein deutsches Frachtschiff. Der Dampfer wurde 1920 von der Nordseewerke AG in Emden gebaut und an die AG Hugo Stinnes für Seeschiffahrt & Überseehandel, Hamburg, abgeliefert.

## Versenkung
Der Dampfer befand sich am 25. März 1940 auf der Fahrt von Nordenham nach Kopenhagen, als er von dem britischen U-Boot Truant vor Jütland bei 56° 42′ N, 8° 4′ O nach Prisenrecht kontrolliert und anschließend torpediert wurde.

## Widersprüchliche Angaben
Die Quellenangaben zur Versenkung der Edmund Hugo Stinnes 4 sind sehr widersprüchlich: uboat.net behauptet, der Dampfer sei am 25. März 1940 von der Truant versenkt worden. wlb-stuttgart.de erwähnt ebenfalls die Truant, gibt als Datum aber den 23. März 1940 und als Kommandanten des U-Bootes Lt.Cdr. Seale an. Seale war laut uboat.net zu diesem Zeitpunkt aber Kommandant der Trident. poseidon-schiffahrts-archiv.eu gibt kein genaues Datum an, teilt aber die Versenkung der Trident zu. home.cogeco.ca gibt als Datum den 24. März 1940 und als U-Boot die Trident an.